# 江戸甘味噌

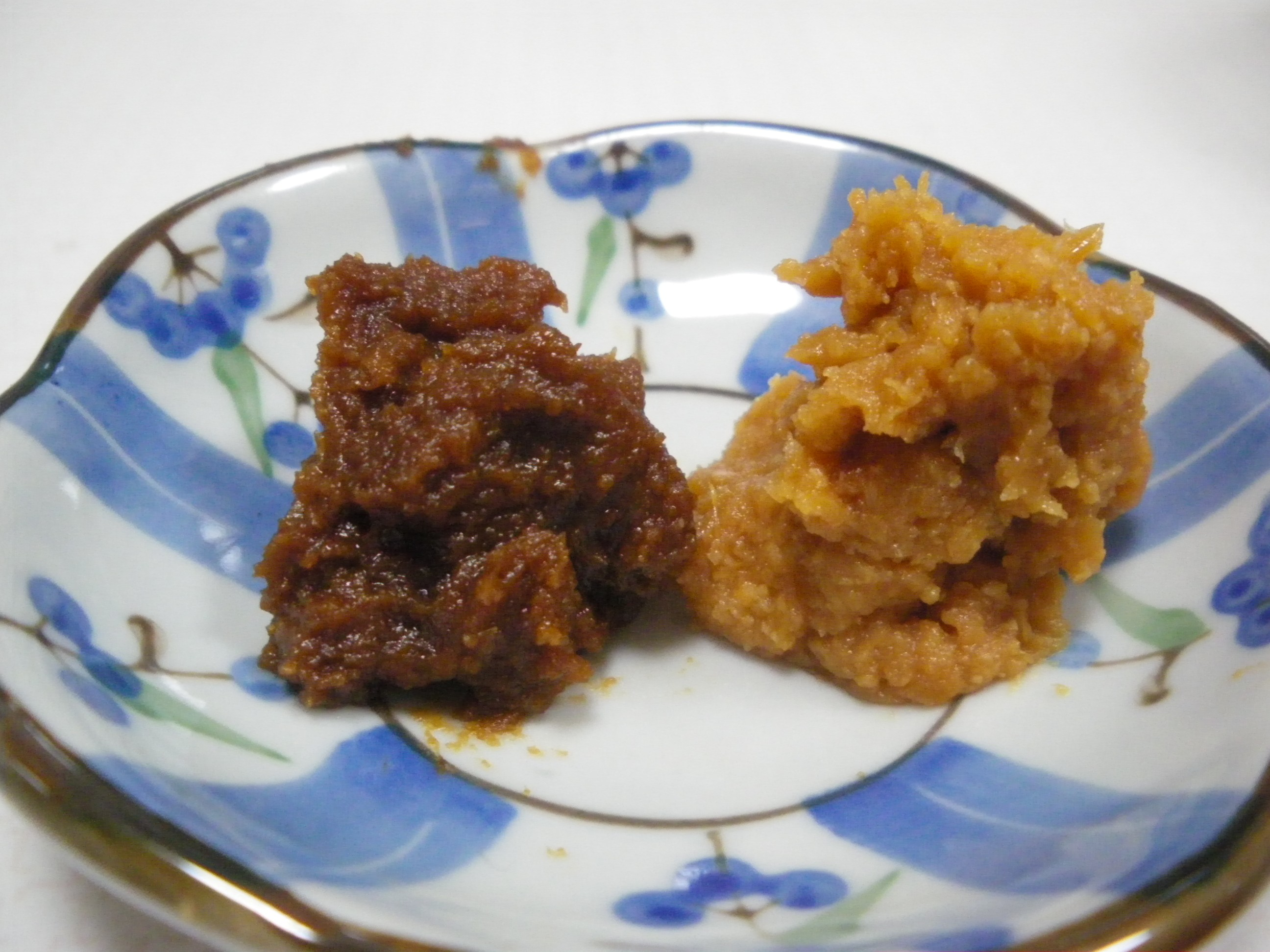
左が江戸甘味噌（右は信州味噌）

江戸甘味噌（えどあまみそ）は、江戸とその周辺（東京都など）で江戸時代から生産・食用されてきた味噌の一種である。

## 概要
米麹と大豆などを原料とし、光沢ある赤褐色または茶褐色。塩分が少なく、米麹由来の甘みが強いのが特徴である。なお、かつては「紅赤」と呼ばれる濃い赤褐色だったが、近年は黄褐色などが好まれるため淡色化している。味噌としては比較的軟らかく、粘度の高いものが良質とされる。良品は大豆由来の甘い芳香を有し、米麹による甘味がある。

## 歴史
天正18年（1590年）に徳川家康が江戸に入って町造りを始めると、その発展とともに仙台味噌、津軽味噌、三州味噌、白味噌など様々な味噌が全国から伝わり、販売されるようになった。その中で、麹からの香味を主体とした関西の白味噌とは異なる、大豆由来の香味と独特の光沢や風味を有する江戸甘味噌が改良によって生まれ、江戸っ子の人気を博すようになった。
大豆も使うものの、米を信州味噌に比べて約3倍も原料として用いる贅沢品である。地元の江戸で作られることによる鮮度の良さも好まれ、味噌田楽やどじょう汁（柳川鍋）など江戸料理にも広く使われた。熟成期間は9～14日程度と短い反面、塩分が少ないことから夏期には10日間程度しか保存できず、製造はもっぱら江戸市中の味噌蔵で行なわれていた。江戸時代の最盛期には、江戸市中の味噌需要の60%以上を占めていた。
明治以降も東京で江戸甘味噌の人気は続き、仙台味噌が最盛を迎えた第二次世界大戦前でも東京の味噌需要の半分を占めていた。しかし、第二次世界大戦の戦時統制で大量に米麹を用いる醸造が禁止されたため、製造が一時途絶えた。その約10年の空白期間に加えて食生活や消費者の嗜好の変化があり、1951年の生産再開後は大きく落ち込んだままとなっている。2003年には東京都の地域特産品に認定された。
2019年時点、東京都内では、あぶまた味噌（中野区本町）、日出味噌醸造元（港区海岸）、ちくま味噌（江東区福住）、東京都外では日本味噌株式会社（神奈川県横浜市）が江戸甘味噌を製造している。独特の味わいを評価して江戸甘味噌を使い続ける飲食店もある。

## 原料
米、大豆、塩と水を原料とし、場合によっては甘味と照りを強くするため水飴も用いる。原料の配合比率は、一例として以下のようになる。
- 米：900kg
- 大豆：600kg
- 塩：130kg
- 水：130kg

米には軟質の水稲粳米を用いるが、他の甘味噌と同様に原料米の品質が味噌の品質に大きく影響する。大豆は黄白色で光沢のある中粒が製品の外見の点から最適とされ、塩は国産塩が用いられる。また、水は味噌一般と同様に鉄分の少ない水が適している。

## 製法
米の精米歩合は一般の味噌よりやや高く、洗浄・浸漬・水切を経て蒸し、冷却して種麹を加えて米麹を作る。糖化作用が活発なアミラーゼの強い種麹を用いることで、味噌に甘味と芳香が得られる。
また、製品を艶やかな赤褐色にするために大豆の浸漬処理時間は一般の味噌より短くされ、夏季で3-4時間、冬季で6-8時間とされる。この短い浸漬処理が、大豆の香味を生むことにもつながっている。一方、大豆粒内の水分を均一にするため、水切り時間は夏季4時間、冬季8時間など長めに設定される。
大豆を加熱する際には留釜（とめがま）と呼ばれる3日間にわたる無圧蒸しが行われていたが、現在では江戸甘味噌のほとんどが加圧蒸熟によって醸造されている。なお、加圧常熟であっても無圧の留釜の工程もあり、蒸熟は40時間ほどに渡って行われる。
仕込みでは米麹、蒸熟大豆、塩と水を均一に混合し、50℃前後で1-2週間温醸する。この際、大豆の粒形が崩れると製品の外見が損なわれるが、混合が不十分だと酸敗する恐れがある。元来は粒味噌だったが、現在は濾して製品とするケースも多い。